# غيرغو كوفاتش
غيرغو كوفاتش (بالمجرية: Kovács Gergő)‏ هو لاعب كرة قدم مجري، ولد في 30 أكتوبر 1989 في آيكا في المجر. لعب مع زالايغيرزيغي تورنا إغيليت.

## وصلات خارجية
- غيرغو كوفاتش على موقع اتحاد المجر (الهنغارية)
- غيرغو كوفاتش على موقع قاعدة بيانات كرة القدم.إي يو (الإنجليزية)
- غيرغو كوفاتش على موقع Soccerway.com (الإنجليزية)